# كريستين غرايمز
كريستين غرايمز (بالإنجليزية: Christine Grimes)‏ هي لاعبة بولينغ بريطانية، ولدت في 25 ديسمبر 1950.

## روابط خارجية
- كريستين غرايمز على موقع اتحاد ألعاب الكومنولث (مؤرشف) (الإنجليزية)
- كريستين غرايمز على موقع دورة ألعاب الكومنولث 2006 (مؤرشف) (الإنجليزية)
- كريستين غرايمز على موقع دورة ألعاب الكومنولث 2014 (مؤرشف) (الإنجليزية)